# Balance de batería

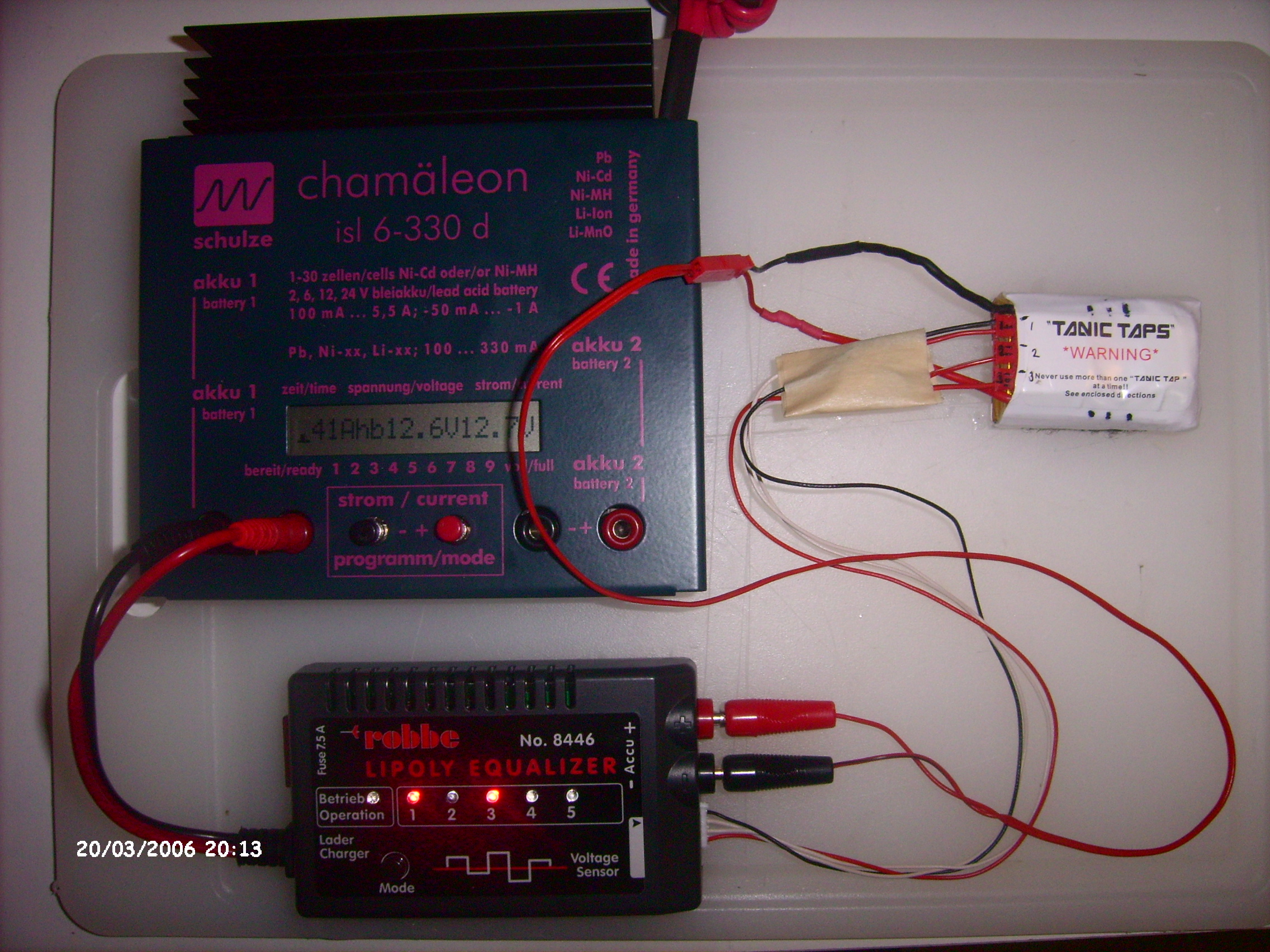
Balanceador de batería

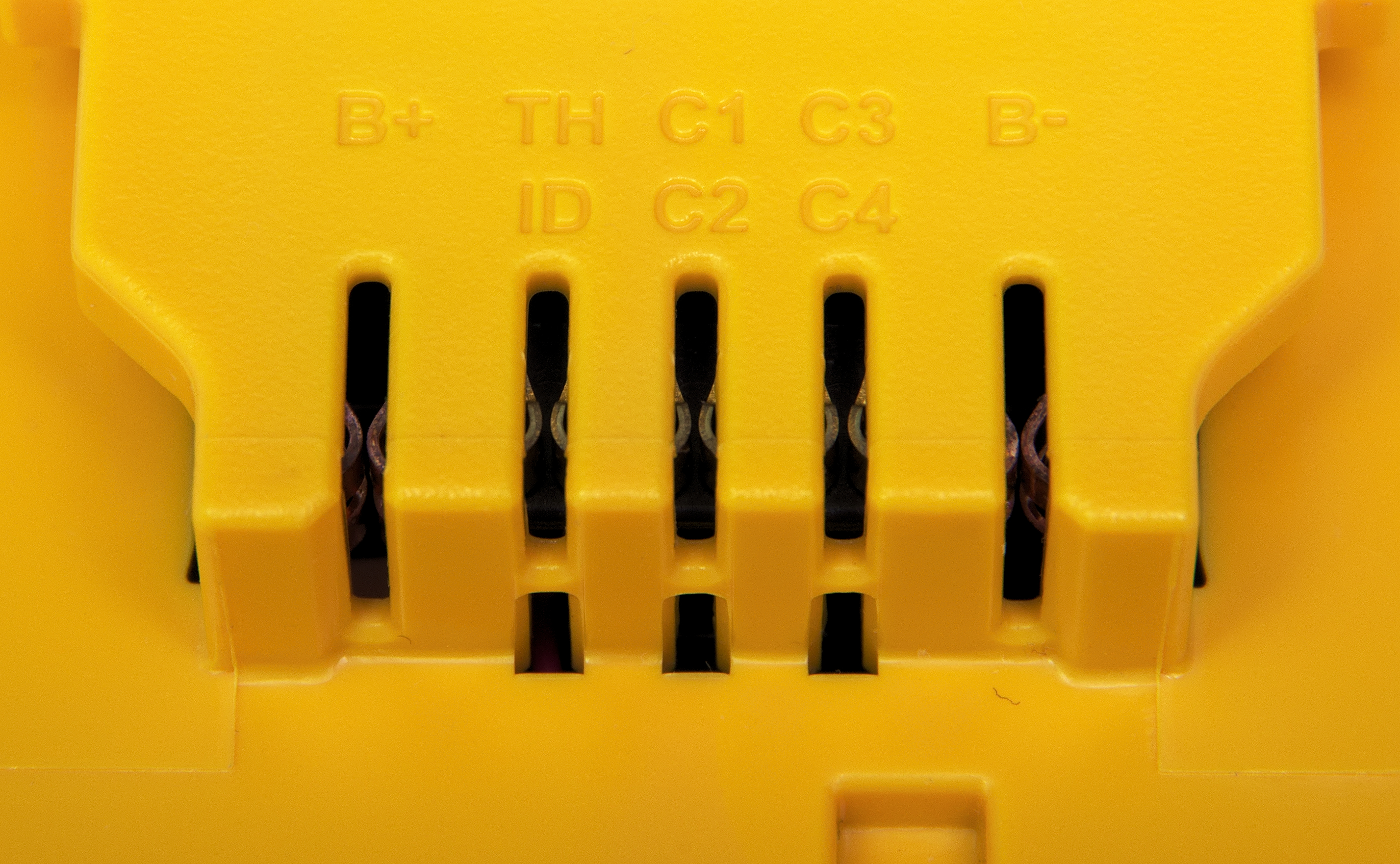
Contactos en un batería de herramientas eléctricas DeWalt 20V Max (18V XR en Europa). Los contactos C1-C4 están conectadas a las células individuales en la batería y se utilizan el cargador para el balance de la batería

Balance de la batería, también denominado balanceo de batería balanceado de batería y redistribución de la batería, hace referencia a las técnicas que maximizan la capacidad de una batería de tener toda su energía disponible para su uso y aumentar la longevidad de la batería. 
Un balanceador de batería o regulador de batería es un dispositivo en un paquete de baterías que lleva a cabo el equilibrio de la batería. Los balanceadores se encuentran a menudo en los paquetes de baterías de iones de lito para los teléfonos móviles y ordenadores portátiles. También se pueden encontrar en los vehículos eléctricos de baterías.

## Tecnología

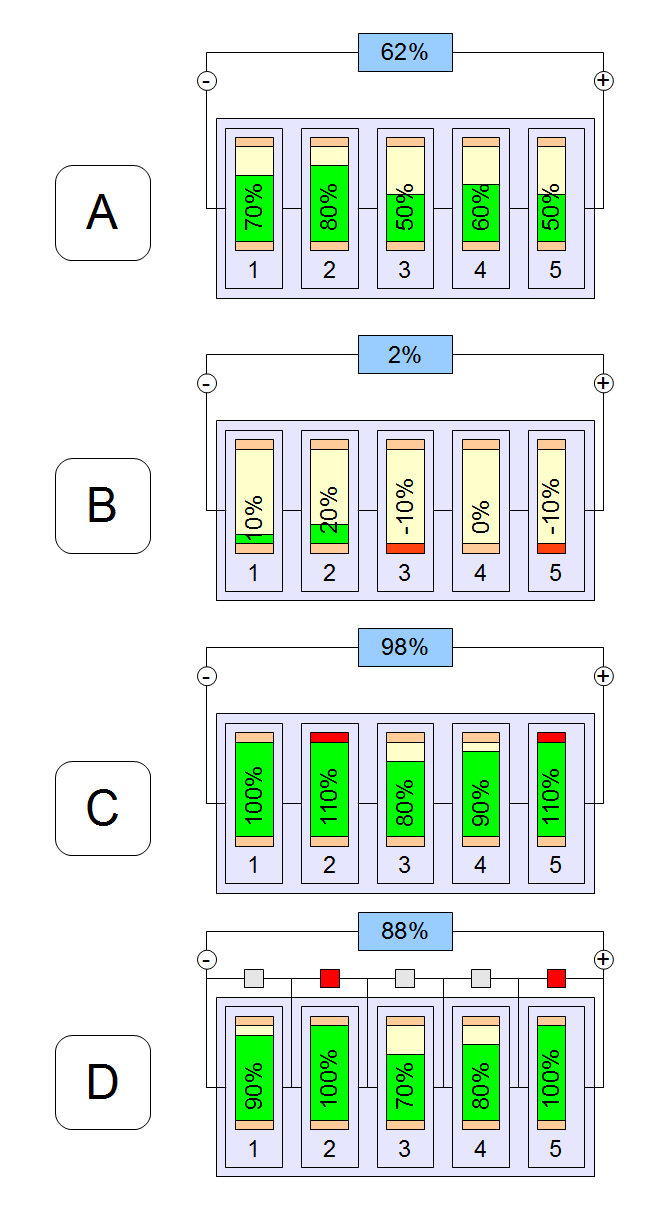
Diferentes estados de carga en una batería. La celda 5 tiene menor capacidad. La celda 5 tiene una alta tasa de autodescarga.

El equilibrio puede ser activo o pasivo. El término regulador de baterías suele referirse únicamente a los dispositivos que realizan un equilibrado pasivo.
Un BMS completo puede incluir el equilibrado activo, así como el control de la temperatura, la carga y otras funciones para maximizar la vida útil de una batería.
El equilibrio de la batería puede realizarse mediante convertidores DC-DC, en una de tres topologías:
- Celda a batería
- Batería a celda
- Bidireccional

Normalmente, la potencia gestionada por cada convertidor DC-DC es varios órdenes de magnitud inferior a la potencia gestionada por el conjunto de baterías.

### Equilibrio pasivo
En el equilibrado pasivo, la energía se extrae de la célula más cargada y se disipa en forma de calor, normalmente a través de resistencias.
El equilibrio pasivo iguala el estado de carga en un punto fijo, normalmente "equilibrio superior", en el que todas las células alcanzan el 100% de SOC al mismo tiempo, o "equilibrado inferior", en el que todas las células alcanzan el SOC mínimo al mismo tiempo. Esto puede lograrse drenando energía de las células con mayor estado de carga (por ejemplo, un cortocircuito controlado a través de una resistencia o transistor), o derivando energía a través de una ruta en paralelo con una celda durante el ciclo de carga, de modo que la celda consuma menos corriente (normalmente constante regulada). El equilibrado pasivo es inherentemente derrochador, ya que parte de la energía del pack se gasta en forma de calor para igualar el estado de carga entre las celda. La acumulación de calor residual también puede limitar la velocidad a la que puede producirse el equilibrio.

### Equilibrio activo
En el equilibrio activo, la energía se extrae de la célula más cargada y se transfiere a las células menos cargadas, normalmente a través de convertidores basados en condensadores, inductores o DC-DC.
El equilibrado activo intenta redistribuir la energía de las células con carga completa a las que tienen un estado de carga inferior. La energía se puede purgar de una célula con un SOC más alto conectando un condensador de reserva en circuito con la célula, desconectando después el condensador y volviéndolo a conectar a una célula con un SOC más bajo, o a través de un convertidor CC-CC conectado a todo el pack. Debido a las ineficiencias, parte de la energía se sigue desperdiciando en forma de calor, pero no en la misma medida. A pesar de sus evidentes ventajas, el coste adicional y la complejidad de una topología de equilibrado activo pueden ser considerables y no siempre tienen sentido en función de la aplicación.
Otra variante utilizada a veces en las baterías EAPC utiliza un conector de varias patillas con una resistencia y un diodo en serie en cada nodo: cuando se conocen las caídas, el cargador aplica una corriente de descarga adecuada o carga las celdas débiles hasta que todas tienen la misma tensión en el terminal cargado. Esto tiene la ventaja de reducir ligeramente el peso del paquete y disminuir el consumo parásito, además de permitir el equilibrio multipunto.